# Горан, Абдулла Сулейман
Абдулла Сулейман Горан (1904, Халабджа — 18 ноября 1962, Сулеймания) — курдский поэт и журналист (Ирак), основоположник современной курдской литературы.

## Биография
Родился в семье поэта. Учился в Киркуке. В 1927—1935 годах был школьным учителем, позднее главным редактором газеты «Jîn» («Жизнь», 1952—1954), журнала «Shafaq» («Рассвет», 1959—1960). За политическую деятельность подвергался гонениям и заключению. Начал печататься в 1920 году. Начинал как романтик, в центре творчества которого находятся воспевание женщины и природы. Испытал влияние европейского модернизма. Доминирующие темы в более поздней поэзии Горана — любовь к Курдистану, мечта о его независимости. Стихотворение «Подарок бога войны» (1941) направлено против милитаризма, касыды «Красные лавеки» (1950) — против войны в Корее. В конце 1958 года посетил СССР, где написал ряд стихотворений («Тюрьма Аждахака» и др.). Умер от рака.